# Моинуддин, Сиед Гулам
Сиед Гулам Моинуддин (англ. Syed Ghulam Moinuddin, 17 февраля 1958, Исламабад, Пакистан) — пакистанский хоккеист (хоккей на траве), вратарь. Олимпийский чемпион 1984 года.

## Биография
Сиед Гулам Моинуддин родился 17 февраля 1958 года в пакистанском городе Исламабад.
Играл в хоккей на траве за ПИА из Карачи.
В 1984 году вошёл в состав сборной Пакистана по хоккею на траве на летних Олимпийских играх в Лос-Анджелесе и завоевал золотую медаль. Играл на позиции вратаря, провёл 5 матчей, пропустил 7 мячей (по три от сборных Новой Зеландии и Нидерландов, один — от ФРГ).
В 1986 году в составе сборной Пакистана завоевал серебряную медаль хоккейного турнира летних Азиатских игр в Сеуле.
В 1980—1986 годах провёл за сборную Пакистана 100 матчей.